# Guioa venusta
Guioa venusta är en kinesträdsväxtart som beskrevs av Ludwig Radlkofer. Guioa venusta ingår i släktet Guioa och familjen kinesträdsväxter. Inga underarter finns listade i Catalogue of Life.